# Alt Camp
Alt Camp là một comarca (hạt) ở Catalonia, Tây Ban Nha. Đây là một trong ba hạt chia tách từ Camp de Tarragona vào năm 1936.

## Các đô thị
Tên đô thị và dân số tương ứng vào năm 2001:
- Aiguamúrcia - 648
- Alcover - 3966
- Alió - 375
- Bràfim - 581
- Cabra del Camp - 682
- Figuerola del Camp - 287
- Els Garidells - 175
- La Masó - 280
- El Milà - 162
- Mont-ral - 154
- Montferri - 159
- Nulles - 359
- El Pla de Santa Maria - 1669
- El Pont d'Armentera - 527
- Puigpelat - 634
- Querol - 320
- La Riba - 681
- Rodonyà - 443
- El Rourell - 256
- Vallmoll - 1292
- Valls - 20.232
- Vila-rodona - 1001
- Vilabella - 787